# Repki (gemeente)
De gemeente Repki is een landgemeente in het Poolse woiwodschap Mazovië, in powiat Sokołowski.
De zetel van de gemeente is in Repki.
Op 30 juni 2004 telde de gemeente 5881 inwoners.

## Oppervlakte gegevens
In 2002 bedroeg de totale oppervlakte van gemeente Repki 168,79 km², waarvan:
- agrarisch gebied: 80%
- bossen: 15%

De gemeente beslaat 14,92% van de totale oppervlakte van de powiat.

## Demografie
Stand op 30 juni 2004:
| Omschrijving                   | Totaal | Totaal | Vrouwen | Vrouwen | Mannen | Mannen |
| ------------------------------ | ------ | ------ | ------- | ------- | ------ | ------ |
| eenheid                        | aantal | %      | aantal  | %       | aantal | %      |
| inwoners                       | 5881   | 100    | 2931    | 49,8    | 2950   | 50,2   |
| bevolkingsdichtheid (inw./km²) | 34,8   | 34,8   | 17,4    | 17,4    | 17,5   | 17,5   |

In 2002 bedroeg het gemiddelde inkomen per inwoner 1270,57 zł.

## Administratieve plaatsen (sołectwo)
Baczki, Bohy, Borychów, Czaple-Andrelewicze, Czaple-Kolonia, Gałki, Jasień, Józin, Kamianka, Kanabród, Karskie, Kobylany Górne, Kobylany-Skorupki, Liszki, Mołomotki, Mołomotki-Dwór, Ostrowiec, Ostrówek, Remiszew Duży, Remiszew Mały, Repki, Rogów, Rudniki, Sawice-Bronisze, Sawice-Dwór, Sawice-Wieś, Skorupki, Skrzeszew, Skrzeszew E, Skwierczyn-Dwór, Skwierczyn-Wieś, Smuniew, Szkopy, Wasilew Skrzeszewski, Wasilew Szlachecki, Wierzbice Górne, Wyrozęby-Podawce, Wyrozęby-Konaty, Włodki, Zawady, Żółkwy.

## Aangrenzende gemeenten
Bielany, Drohiczyn, Jabłonna Lacka, Korczew, Paprotnia, Sabnie, Sokołów Podlaski